# مقاطعة دورة
مقاطعة دورة (بالفارسية: شهرستان دوره) هي مقاطعة تقع في لرستان في إيران. يقدر عدد سكانها بـ 44,146 نسمة .